# Karīmpur
Karīmpur är en ort i Indien.   Den ligger i distriktet Nadia och delstaten Västbengalen, i den östra delen av landet, 1 200 km öster om huvudstaden New Delhi. Karīmpur ligger 23 meter över havet och antalet invånare är 9 565.
Terrängen runt Karīmpur är mycket platt. Runt Karīmpur är det tätbefolkat, med 849 invånare per kvadratkilometer. Det finns inga andra samhällen i närheten. Trakten runt Karīmpur består till största delen av jordbruksmark.